# Mihai Busuioc
Mihai Busuioc (n. 1974)  este un jurist din România care a ocupat în perioada 2017-2025 funcția de președinte al Curții de Conturi.
În iunie 2025 a fost ales de Senat pentru funcția de judecător al Curții Constituționale.

## Biografie
A absolvit Facultatea de Drept la Universitatea particulară „Nicolae Titulescu” din București (1998-2002). A urmat un curs postuniversitar de drept notarial și proceduri speciale la Facultatea de Drept (Universitatea „Transilvania” din Brașov, 2004-2006) și a urmat un master în drept funciar, publicitate imobiliară și cadastru (Universitatea „Constantin Brâncuși” din Târgu Jiu, 2005-2007), apoi a urmat cursuri postuniversitare la Colegiul Național de Apărare, în cadrul Universității Naționale de Apărare „Carol I” (2007).
Busuioc a fost conducător de Carte Funciară la finalul anilor 1990 (Biroul de Carte Funciară – Judecătoria Sector 4), apoi lector la Centrul de Pregătire a personalului auxiliar și de specialitate din cadrul Ministerului Justiției, ulterior registrator la Agenția Națională de Cadastru și Publicitate Imobiliară (ANCPI), iar apoi a început să dețină funcții de conducere în ANCPI, al cărui director corp control a devenit în 2013-2014.